# Carlos Costa Freitas
Carlos Manuel da Costa Freitas é um político português. Ocupou o cargo de Ministro adjunto do primeiro-ministro no III Governo Constitucional

## Funções governamentais exercidas
- III Governo Constitucional
  - Ministro adjunto do primeiro-ministro